# Gyrogyne subaequifolia
Gyrogyne subaequifolia ist die einzige Art der monotypischen Pflanzengattung Gyrogyne in der Familie der Gesneriengewächse (Gesneriaceae). Sie ist nur von der Typusaufsammlung bekannt und gilt als ausgestorben.

## Beschreibung
Die Beschreibung bezieht sich nur auf das Herbarmaterial aus der Typusaufsammlung. Die Exemplare von Gyrogyne subaequifolia wurden terrestrisch wachsend gefunden.

### Erscheinungsbild und Blatt
Gyrogyne subaequifolia war eine immergrüne, ausdauernde krautige Pflanze, die Wuchshöhen von 9,5 bis 15,5 Zentimetern erreichte. Das Rhizom ist kurz. Der aufrechte, einfache, unverzweigte Stängel ist bräunlich fein flaumig behaart mit zwei oder drei Nodien.
Die wenigen gegenständig am Stängel angeordneten Laubblätter sind in Blattstiel sowie Blattspreite gegliedert. Die Laubblätter eines Blattpaares sind etwas verschieden Der Blattstiel ist 0,3 bis 2,7 Zentimeter lang. Die einfache Blattspreite ist bei einer Länge von 4 bis 8 Zentimetern sowie einer Breite von 3,4 bis 5,8 Zentimetern eiförmig mit etwas ungleichseitiger breit-keilförmiger bis gerundeter Spreitenbasis und spitzem bis abrupt zugespitztem oberen Ende. Der Blattrand ist unregelmäßig gezähnt oder grob gesägt. Die Blattoberseite ist spärlich fein behaart und die Blattunterseite ist nur entlang der Blattadern spärlich fein behaart. Es ist Fiedernervatur vorhanden.

### Blütenstand und Blüte
Die Blütezeit am Naturstandort war im Juni. Der (pseudo-)endständige, etwa 1 Zentimeter lange Blütenstandsschaft ist fein flaumig behaart. Im zymösen Blütenstand befinden sich dicht angeordnet wenige Blüten. Tragblätter fehlen anscheinend und Deckblätter fehlen. Es sind Blütenstiele vorhanden.
Die zwittrigen Blüten sind fünfzählig mit doppelter Blütenhülle. Der Blütenkelch ist etwas zygomorph. Die fünf etwas ungleichen Kelchblätter sind bis etwa der Hälfte ihrer Länge zu einer etwa 2,5 Millimeter langen Kelchröhre verwachsen, die einen Durchmesser von etwa 7 Millimetern aufweist; zwischen den verwachsenen Bereichen der Kelchblätter ist die Kelchröhre gefaltet. Die freien Bereiche der Kelchblätter sind bei einer Länge von etwa 2,5 Millimetern dreieckig oder schmal dreieckig und außen flaumig behaart. Die fünf weißen, innen kahlen, etwa 1 Zentimeter langen Kronblätter sind zu einer glockenförmigen Blütenkrone verwachsen. Die Kronröhre ist mit einer Länge von nur etwa 5 Millimetern etwas länger als der Kronsaum und weist einen Durchmesser von etwa 5 Millimetern auf; ihre Basis ist etwas sackförmig. Die zygomorphe Blütenkrone ist zweilippig. Die Kronoberlippe ist kürzer als die Kronunterlippe. Die Kronoberlippe ist etwa 2,5 Millimeter lang und endet in zwei Kronlappen. Die Kronunterlippe ist etwa 4 Millimeter lang und endet in drei Kronlappen mit gerundetem oberen Enden, von denen die mittlere länger ist.
Es sind vier fertile Staubblätter vorhanden; sie überragen die Kronröhre nicht. Die nahe der Basis auf der Innenseite der Kronröhre inserierten Staubfäden sind pfriemförmig. Die basifixen Staubbeutel sind bis oben hin frei. Die nur wenig gespreizten, fast parallelen Theken sind am oberen Ende nicht miteinander verbunden und öffnen sich mit einem Längsschlitz. Das einzige auf der Innenseite der Kronröhre inserierte Staminodium ist mit einer Länge  von etwa 0,8 Millimetern relativ klein. Der Nektardiskus ist ringförmig. Der kahle Stempel ist etwa 5,5 Millimeter lang. Der kahle, oberständige Fruchtknoten ist bei einer Länge von etwa 1,5 Millimetern abgeflacht kugelig (daher der Gattungsname Gyrogyne). Wang 2003 untersuchte das Herbarmaterial erneut und fand heraus, dass der Fruchtknoten zweikammerig ist und nicht wie in den davorliegenden Veröffentlichung einkammerig; damit ist auch die Plazentation zentralwinkelständig. In den zeitlich davor liegenden Veröffentlichungen wurde davon geschrieben, dass zwei parietale von einer Stelle der Fruchtknotenwand nach innen ragende Plazenten vorhanden sind. Der kahle, schlanke Griffel ist etwa vielmal länger als der Fruchtknoten und endet in einer abgeflacht kopfigen, ungeteilten Narbe.

### Frucht und Samen
Frucht und Samen sind nicht bekannt (die Exemplare wurden zur Blütezeit gesammelt).

## Vorkommen
Gyrogyne subaequifolia wurde nur im Bose Xian in der chinesischen Provinz in Guangxi gefunden.
Als Standortbeschreibung gibt es nur die Angaben aus des Beschreibung des Fundortes des Typusmaterials.
Über Gyrogyne subaequifolia wurde in Haining Qin, Xiaohua Jin, Lina Zhao: Rare and Endangered Plants in China. in Hai Ren: Conservation and Reintroduction of Rare and Endangered Plants in China, berichtet; dort ist Gyrogyne subaequifolia auf Seite 26 als „extinct“ = „ausgestorben“ gelistet.

## Systematik
Die Erstbeschreibung von Gyrogyne subaequifolia erfolgte 1981 durch Wen Tsai Wang in Bulletin of Botanical Research, Harbin, Volume 1, Issue 3, Seite 43–44, Tafel 7, Figur 1–7; dabei wurde die Gattung Gyrogyne aufgestellt. Das Typusmaterial wurde am 23. Juni 1977 an einem schattigen Wegesrand in einem hügeligen Gebiet in einer niedrigen Höhenlage im Bose Xian in Guangxi gesammelt und mit der Herbarnummer Y.Z. Huang 3-22094 im Herbar „HT: GXMI“ hinterlegt. Das Artepitheton peltata bedeutet „schildförmig“ und bezieht sich auf die Form der Laubblätter. Der botanische Gattungsname Gyrogyne setzt sich zusammen aus den altgriechischen Wörtern γυρος gyros für „rund“ und γυνη gynē für „weiblich, Frau“, dies bezieht sich auf die weiblichen Teile der Blüten und in diesem Fall ist der Fruchtknoten (abgeflacht) kugelig.
Gyrogyne subaequifolia ist die einzige Art der Gattung Gyrogyne, die wohl zur Tribus Epithemateae in der Unterfamilie Didymocarpoideae innerhalb der Familie Gesneriaceae gehört. Da diese Art wohl ausgestorben ist und kein brauchbares Material zu genetischen Untersuchungen verfügbar ist, kann eine Einordnung in Subtribus nicht erfolgen (vielleicht Loxoniinae), schon die Zuordnung zur Tribus ist nicht gesichert.

## Ergänzende Literatur
- Z. Y. Li, Yin-Zheng Wang: Plants of Gesneriaceae in China. Henan Science and Technology Publishing House, Zhengzhou, 2004, S. 1–721.
- Yin-Zheng Wang: Ovary structure of the genus Gyrogyne (Gesneriaceae, Epithemateae). In: Australian Systematic Botany, Volume 16, Issue 5, 2003, S. 629–632. doi:10.1071/SB03004